# Димитар Кратовски
Димитар Кратовски био је српски средњовековни писац и лексикограф активан током XV столећа.

## Дело
Од његових радова сачуван је Поговор као изворни књижевни прилог. Међу 10 сачуваних листова зборника црквено-канонских текстова налазе се последњи лист преписа, списак 83 митрополита и 39 архиепископа под ингеренцијом Цариградске патријаршије, латинско-славенски речник са 67 речи, Поговор као и преписи два писма које су 1456. разменили молдавски војвода Стефан Велики и архиепископ Доротеј. У Поговору су описане ауторефлексије, тадашња филозофска и догматско-морална разматрања, друштвено-црквена дешавања у Охридској архиепископији током XV столећа.
Кратовски је за потребе цркве превео Синтагма Матије Властара Синтагму Матије Властара са грчког на српски језик (в еже саставити ми писанием србскога језика сочинение, рекше книгу именуему законик).
Убраја се у најзначајније представнике кратовске књижевне школе.